# Gilberto Agustoni
Gilberto Agustoni   (Schaffhausen, 26 de juliol de 1922 - Roma, 13 de gener de 2017) va ser un prelat suís, prefecte de la Signatura Apostòlica i cardenal prevere de l'Església Catòlica Romana.

## Biografia
Agustoni néixer a Schaffhausen, Suïssa i tenia quatre germans i una germana. Dos dels seus germans també eren sacerdots. La seva mare provenia d'un lloc a la vora del llac de Constança. Va ser educat al Seminari de Lugano; causa de la guerra, el seu bisbe, Angelo Jelmini, va mantenir el seu alumne a Suïssa i el va fer continuar els seus estudis a la Universitat de Friburg, però més tard el va enviar a la Universitat Pontifícia de Sant Tomàs d'Aquino Angelicum i la Pontifícia Universitat Lateranense a Roma, on va obtenir llicenciatures en teologia i dret.

### Nomenaments a la Cúria romana
El 1950, el cardenal Alfredo Ottaviani va preguntar Jelmini pel joves Agustoni, a qui havia conegut en diverses ocasions, per treballar al Sant Ofici, mentre continuava els seus estudis. Agustoni començar el seu servei allà l'1 de juliol de 1950 i, finalment, es va convertir en secretari de Ottaviani.
El 18 desembre 1986 el Papa Joan Pau II va nomenar Agustoni Arquebisbe titular de Caprulae i Secretari de la Congregació per al Clergat. El 2 d'abril de 1992 va ser nomenat Pro-Prefecte de la Signatura Apostòlica, convertint-se en prefecte quan va ser creat cardenal diaca de Santi Urbà e Lorenzo a Prima Porta, el 26 de novembre de 1994.
Va renunciar al seu càrrec el 5 d'octubre de 1998, convertint-se en prefecte emèrit de la Signatura. A principis de 2005, va prendre l'opció, oberta a cardenals diaques després de deu anys, d'esdevenir un cardenal prevere.

## La Intervenció Ottaviani
Va ser secretari de Ottaviani en el moment de la Intervenció Ottaviani. Jean Madiran, un crític de les reformes del Vaticà II i fundador-editor de la revista francesa Itinéraires, va afirmar que aquesta carta va ser presentada de manera fraudulenta a l'ancià i ja cec cardenal per a la seva signatura pel seu secretari Agustoni, i que Agustoni va renunciar poc després. No hi ha confirmació d'aquesta història pel mateix cardenal quan es va publicar. Agustoni va renunciar com a secretari de Ottaviani el 1970 per unir-se a la Magistratura Eclesiàstica com a prelat auditor del Tribunal de la Rota Romana i no hi ha evidència que suggereixi la seva marxa va ser res més que un canvi de rutina d'assignació. D'altra banda, Madiran admet que no estava a l'habitació per veure aquesta suposada decepció de Ottaviani.

## Honors
Gran Creu de Cavaller del Sacre orde militar constantinià de Sant Jordi